# Novecento (Baricco)
Novecento és un monòleg teatral d'Alessandro Baricco publicat per Feltrinelli l'any 1994. Baricco l'escriví per ser interpretat per Eugenio Allegri sota la direcció de Gabriele Vacis. Aquest en feu un espectacle al juliol del mateix any al festival d'Asti. Segons l'autor el text pot ser definit com un compromís entre "una veritable escenificació i un conte lleuger per ser llegit en veu alta".

## Argument
Aquest monòleg de Baricco narra la singular història de Danny Boodmann T. D. Lemon Novecento. Acabat de néixer és abandonat al vaixell Virginian, i ve retrobat per atzar per un mariner que li farà de pare fins a l'edat de vuit anys, quan morirà a causa d'una ferida que patí durant una borrasca. El vailet desapareix misteriosament durant els dies successius a la mort del seu pare i quan reapareix comença a tocar el piano. El troba el narrador, també músic com ell, a l'edat de vint-i-set anys. Quan aquest bé assumit com a trompetista del Virginian. Aquest és l'inici d'una sincera i llarga amistat, la qual no s'acabarà ni tan sols amb l'abandonament del vaixell per part del narrador.
Boodman T.D. Lemon està descrit pel narrador com un home amb gran capacitat d'aprenentatge, un home que viu mitjançant els desitjos i les passions dels altres, un home que es realitza a si mateix com si s'anul·lés com la música, que viu sospesa entre el seu piano i la mar, amb el qual és capaç de reviure cada viatge, cada sensació que els passatgers del viatge li expliquen. De la música, però més específicament del piano no trobarà mai la força per allunyar-se'n, no aconseguirà mai superar la por d'estimar i de crear-se arrels, sobretot la por de no aconseguir veure ni tan sols de lluny una fi del món fora del vaixell, i per això dedica la seva existència a tocar, a fi i efecte d'alleujar els cors dels passatgers de la por davant la immensitat de l'oceà.
En lloc d'aconseguir un compromís amb la vida, prefereix descompondre els propis somnis, les pròpies esperances i deixar-se explotar amb el transatlàntic que per tota la seva vida ha conegut i a on els seus temors són custodiats pels seus desitjos.

## Adaptacions
El 1998 en van fer una pel·lícula, de Giuseppe Tornatore. El 2008 han fet un còmic del llibre al número 2.737 del setmanal Don Miki. La història, amb el títol “La vera storia di Novecento”, ha estat readaptada per Tito Faraci (escenificació) i Giorgio Cavazzano (dibuixos). Les taules d'aquest còmic van ser exposades a la Fira del llibre de Torí el mateix any.